# 紀元前310年代
紀元前310年代（きげんぜんさんびゃくじゅうねんだい）は、西暦による紀元前319年から紀元前310年までの10年間を指す十年紀。

## できごと

### 紀元前317年
- 趙の武霊王，胡服騎射を採用．騎馬戦術によって一時的に強国となる。

### 紀元前312年
- 最初の水道（アッピア水道、上水道）の建設が始まった[1]。
- ガザの戦いでプトレマイオス1世がデメトリオス1世を破った。
- アテナイオスがナバテア人を襲撃して財産を奪ったが、ナバテア人に逆襲を受けて取り返された。